# Lenka (planetka)
(10390) Lenka je planetka nacházející se v hlavním pásu asteroidů. Objevili ji čeští astronomové Petr Pravec a Marek Wolf 27. srpna 1997. Byla pojmenována na počest české astronomky Lenky Kotkové-Šarounové. Kolem Slunce oběhne jednou za 3,14 let.